# 房総叢書
『房総叢書』（ぼうそうそうしょ）とは、千葉県（房総）関連の古文書・記録などを集成した叢書。同題で内容の異なる叢書が1910年代と1940年代の2度にわたり編纂されているが、一般には後者の『紀元二千六百年記念房総叢書』を指す。
- 『房総叢書』（房総叢書刊行会、1912年 - 1914年刊、全3輯を予定したが2輯で中断）
- 『紀元二千六百年記念房総叢書』（紀元二千六百年記念房総叢書刊行会、1940年 - 1944年刊、全10巻・別巻1巻）
  - 『改訂房総叢書』（改訂房総叢書刊行会、1959年刊、全5輯・別巻1冊。『紀元二千六百年記念房総叢書』の改訂版）

## 概要
1911年（明治44年）、長生郡鶴枝村（現・茂原市）の高橋徽一（号は鳴鶴）を会長とし、長生郡豊栄村（現・長南町）出身の歴史学者・大森金五郎を顧問とする「房総叢書刊行会」が設立された。編纂の中心となったのは高橋と、大成館（千葉県立長生高等学校の前身）博物科講師の林寿祐（天然、1876年 - 1959年）、および鶴枝小学校長の鴇田恵吉（東皐、1881年 - 1966年）であった。同会では全3輯の予定で編纂を進め、1912年（大正元年）に第1輯、1914年（大正3年）に第2輯を刊行した。だが、1916年（大正5年）に発行予定だった第3輯は、第一次世界大戦による物価高騰のため予定頒価での発行が不可能となり、物価下落による刊行の機会を待っている間に、1923年（大正12年）3月4日、高橋家の火災により原稿が焼失し、発行不能となった。その後、房総史談会の高野松次郎（県立千葉高等女学校長）らが続巻編纂の計画を立てたものの、再開には漕ぎ着けられなかった。
1940年、皇紀2600年の記念事業として、御成婚記念千葉県図書館（現・千葉県立中央図書館）長廿日出逸暁を中心に、改めて房総叢書の編纂が計画され、同年より「紀元二千六百年記念房総叢書刊行会」より刊行された。戦時中ではあったものの、千葉県当局の積極的な支援を受けて刊行事業が進められ、古代から1887年までの古文書・諸文献より230種目（ただし、77種目は解説のみ）を採録して、1944年に全10巻・別巻1巻を完成させた。史料の選択などに問題点が残されたものの、紙などの物資の配給制が取られ、空襲などの危険性もあった当時の状況下で順調に刊行を完了させた背景には千葉県や関係者の熱意によるところが大きいと言える。
戦後、千葉県立中央図書館創立35周年記念事業として、「改訂房総叢書刊行会」が結成されて改訂事業が行われ、1959年に各2巻を1冊にまとめて全5輯形式に改め、別巻に「房総通史」を加えて、『改訂房総叢書』全5輯・別巻1冊として刊行された。その後、1972年5月に「千葉市郷土資料刊行会」名義で複製版が刊行されている。
なお『房総通史』は、『紀元二千六百年記念房総叢書』とは別に千葉県教育会が企画し、1939年（昭和14年）より大野太平を編纂主任として編纂が始められたものである。ところが、原稿はほぼ完成したものの、大野が1944年3月に病死し、それに戦況の悪化などの事情が加わり、原稿が一時所在不明となった。その後に林寿祐が千葉県教育会館に所蔵されていた原稿を発見し、廿日出逸暁の尽力で、『改訂房総叢書』の別巻として公刊されることになった。
当時の編纂事情などから十分とは言えないまでも、千葉県及び下総・上総・安房の3令制国の歴史を研究する上では、基本的な文献として用いられている。

## 内容細目

### 房総叢書（第1次）
- 第1輯（1912年10月5日発行）
  - 史伝
    - 古語拾遺抄
    - 将門記
    - 吾妻鏡抄
    - 鎌倉大草紙抄
    - 千学集抄
    - 千葉家盛衰記
    - 総葉概録
    - 結城戦場物語
    - 里見九代記
    - 里見代々記
    - 房総里見軍記
    - 房総軍記
    - 房総治乱記
    - 笹子落草紙
    - なかお落草紙
    - 国府台戦記
    - 鴻台後記
    - 小弓御所様御討死軍物語
    - 土気古城再興伝来記
    - 万石騒動日録
    - 下総国小金中野牧御鹿狩一件両度之書留
    - 真如寺文書
    - 市兵衛記

  - 系譜
    - 千葉系図
    - 千葉系図別本
    - 千葉上総系図
    - 千葉系図
    - 千葉支流系図
    - 里見系図（房州）
    - 里見系図別本
    - 里見系図密蔵院本
    - 古河公方系図
    - 結城家譜
    - 酒井家譜
    - 上総国埴生郡庁南城主武田氏系図
- 第2輯（1914年4月15日発行）
  - 地誌及紀行
    - 上総国誌稿（上）
    - 万葉集抄
    - 延喜式抄
    - 倭名類聚鈔抄
    - 日本総国風土記抄
    - さらしな日記抄
    - 回国雑記抄
    - 東路の津登抄
    - 椿新田記
    - 房総志料続篇
    - 金ケさく紀行
    - 香取の日記
    - 佐倉風土記
    - 相馬日記抄
    - 南遊雑記
    - 南総往来
    - 中山まふで
    - 南総紀行旅眼石
    - 東金記録
    - 東金城明細記
    - 東金明細書
    - 房総遊覧誌
    - 埴生郡聞見漫録
    - 浪淘集
    - 南総珍
    - 枕山詩鈔
    - 房総雑記

### 紀元二千六百年記念房総叢書
題名と解説のみが掲載された書籍については省略。
- 第1巻（1943年6月28日発行、改訂版では第1輯所収）
  - 縁起
    - 下総式社考（清宮秀堅）
    - 上総国神社志料（邨岡良弼）
    - 安房国神社志料（邨岡良弼）
    - 香取私記抄（久保木清淵）

  - 古文書
    - 正倉院文書抄
    - 中山法華経寺文書
    - 真間山弘法寺文書
    - 總寧寺文書
    - 観福寺文書
    - 下総大慈恩寺文書
    - 安房国 妙本寺文書
    - 大巌寺・本土寺・東漸寺文書
    - 神崎神社文書
    - 大須賀文書
    - 大戸神社文書
    - 船橋大神宮文書
    - 簗田文書
    - 金沢文庫古文書抄
    - 上杉家文書抄
    - 毛利家文書抄
    - 常総遺文（色川三中）
    - 房総古文書雑纂
- 第2巻（1940年12月31日発行、改訂版では第1輯所収）
  - 軍記
    - 結城戦場物語
    - 結城合戦絵詞
    - 里見九代記
    - 里見代々記
    - 総州久留里軍記
    - 房総治乱記
    - 笹子落草紙
    - 中尾落草紙
    - 国府台戦記
    - 国府台合戦物語
    - 小弓御所様御討死軍物語
    - 房総軍記
    - 房総里見軍記
    - 関八州古戦録抄
    - 北条記抄
    - 北条五代記抄（三浦浄心）
    - 鎌倉管領九代記抄
    - 中興武家盛衰記抄
- 第3巻（1941年4月5日発行、改訂版では第2輯所収）
  - 史伝 一
    - 将門記
    - 千葉実録
    - 千葉伝考記
    - 千学集抄
    - 妙見実録千集記
    - 総葉概録（磯辺昌言）
    - 房総里見誌（岡島成邦）
    - 小倉本里見家系図
    - 管窺武鑑抄（夏目定房）
    - 里見安房守忠義公家中帳
    - 房総逸史（鶴岡安宅）
- 第4巻（1941年6月1日発行、改訂版では第2輯所収）
  - 史伝 二
    - 坂東八館譜（宮本元球）
    - 土気城双廃記
    - 土気古城再興伝来記
    - 土気東金両酒井記
    - 南総酒井伝記
    - 秋元公御由来
    - 高城家由来書
    - 臼井家由来抜書
    - 佐倉宗五郎実記（続簡）
    - 万石騒動日録
    - 市兵衛記（林信篤其他）
    - 下総法難記
    - 関宿伝記（今泉政隣）
    - 佐倉藩雑史（平野知秋）
    - 房総外艦警備文書
- 第5巻（1941年8月10日発行、改訂版では第3輯所収）
  - 史伝 三
    - 明治戊辰房総戦乱記
    - 総房鎮撫日誌
    - 雨城兵要小録（森勝蔵）
    - 雨城の夢（森勝蔵）
    - 真忠組浪人討伐始末
- 第6巻（1941年11月10日発行、改訂版では第3輯所収）
  - 地誌 一
    - 房総志料（中村国香）
    - 房総志料続篇（田丸健良）
    - 上総志総論（立野良道）
    - 上総志引用書目（立野良道）
    - 上総志料 附 安房志料（立野良道）
    - 葛飾誌略
- 第7巻（1942年2月5日発行、改訂版では第4輯所収）
  - 地誌二
    - 南総郡郷考 房陽郡郷考 国郡図（鳥海酔車）
    - 南総郡郷考（鳥海酔車）
    - 房陽郡郷考（鳥海酔車）
    - 上総国郡郷沿革考（秦檍丸）
    - 下総荘園考（邨岡良弼）
    - 安房・上総・下総（邨岡良弼）
    - 上総国誌（安川惟礼）
    - 千葉県古事志（嶺田楓江）
    - 房総三州漫録（深川元儁）
- 第8巻（1942年5月8日発行、改訂版では第4輯所収）
  - 日記・紀行
    - 房総遊覧誌（堀江是顕）
    - 金ケさく紀行（中村国香）
    - 下総名勝図絵（宮負定雄）
    - 南遊紀行（高橋克庵）
    - 房総游乗（邨岡良弼）
    - 遊房総記（小野正端）
    - 甲寅紀行（徳川光圀）
    - 狗日記（松平定信）
    - 成田の道の記
    - 船橋紀行（守黙庵）
    - 小金紀行二篇（友田次寛・邨岡良弼）
    - 浪淘集（梁川星巌）
    - 北総詩誌（清宮秀堅）
    - 北総詩史（邨岡良弼）
    - 房州雑詠（宮沢竹堂）
    - 南遊詩草（並木栗水）
    - 総房詩史（阿部貞）
    - 葛飾記（青山某）
    - 観海漫録（小川泰堂）
    - 沿海測量日記抄（伊能忠敬）
    - 神野山日記（間宮永好）
    - 香取参詣記（久保木清淵）
- 第9巻（1942年8月20日発行、改訂版では第5輯所収）
  - 系図
    - 千葉大系図（千葉重胤）
    - 松蘿館本千葉系図
    - 神代本千葉系図
    - 大須賀家系図
    - 君島系図
    - 千葉臼井家譜（臼井秀胤）
    - 里見系図（丸山可澄）
    - 正木家譜（丸山可澄）
    - 喜連川判鑑
    - 上総武田氏系図
    - 秋元系図
    - 香取系図
    - 飯篠系図

  - 石高帳
    - 里見家分限帳
    - 安房国村高帳（鳥海酔車）
    - 上総国村高帳
    - 下総各村級分
- 第10巻（1943年2月20日発行、改訂版では第5輯）
  - 雑書
    - 椿新田開発記
    - 続保定記（久松宗作）
    - 東金御鷹場旧記
    - 乙卯歳金原御猟記
    - 嶺岡五牧鏡
    - 漁村維持法抄（佐藤信季）

  - 抄本
    - 古事記抄（太安麿）
    - 日本書紀抄（舎人親王其他）
    - 万葉集抄
    - 古語拾遺抄（斎部広成）
    - 高橋氏文抄（高橋氏）
    - 延喜式抄（藤原忠平其他）
    - 類聚三代格抄（藤原冬嗣其他）
    - 類聚符宣抄抄
    - 朝野群載抄（三善為康）
    - 拾芥抄抄（洞院公賢）
    - 倭名類聚鈔抄
    - 今昔物語集抄
    - さらしな日記抄（菅原孝標女）
    - 吾妻鏡抄
    - 参考太平記抄（今井弘済其他）
    - 鎌倉大草紙抄
    - 廻国雑記抄（准后道興）
    - 東路のつと抄（柴屋軒宗長）
    - 鹿島日記抄（高田与清）
    - 神鳳鈔抄
    - 六国史抄（菅原道真其他）
    - 安房志料引用書目（立野良道）
- 別巻（1944年4月15日発行、改訂版では別巻所収）